# Långholmsbron

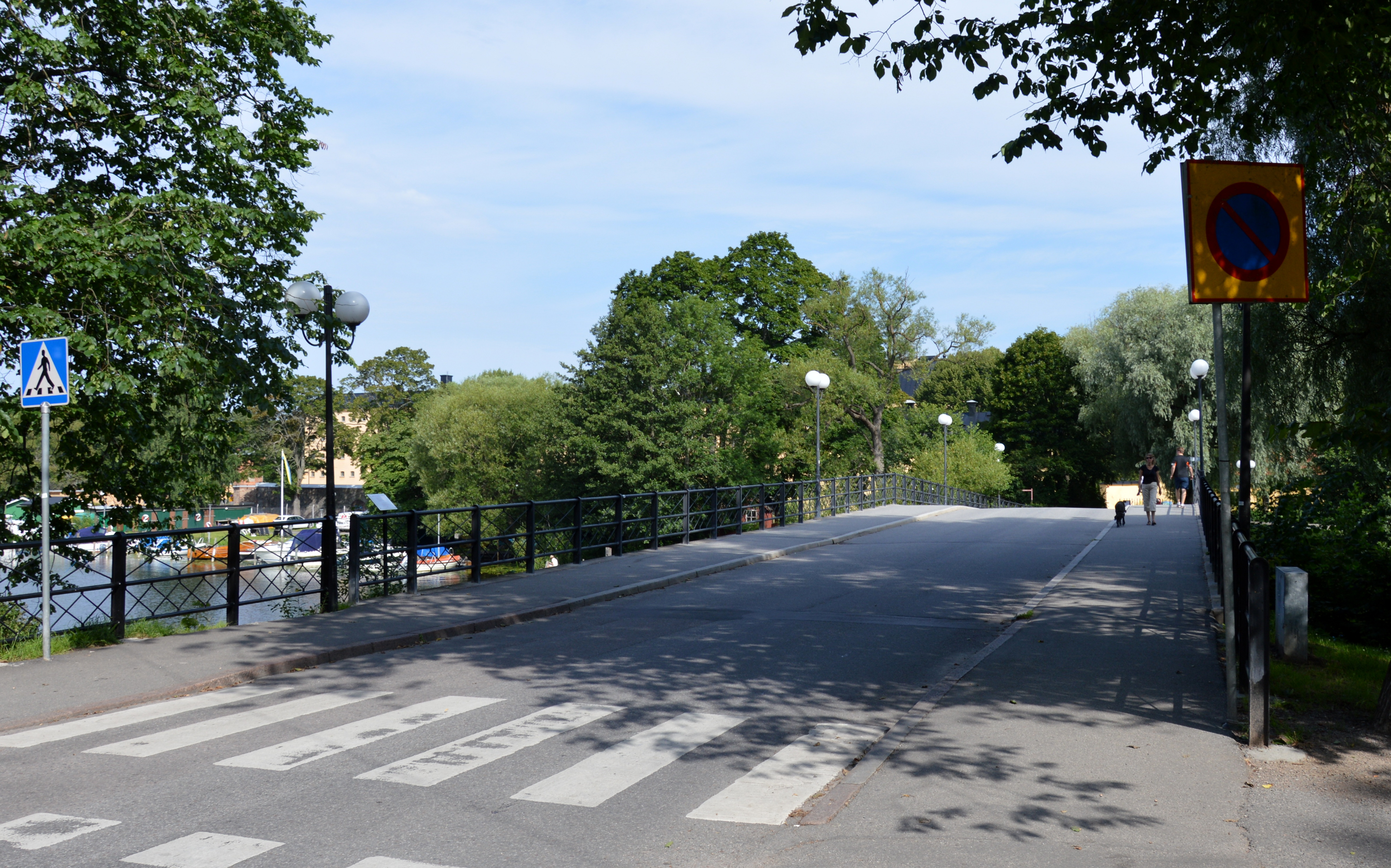
Långholmsbron, vy mot norr, 2015.

Långholmsbron är en bro över Pålsundet som förbinder Söder Mälarstrand med Långholmen i Stockholm. Eftersom den sträcker sig ut till den tidigare fängelseön Långholmen, kallas bron populärt även Suckarnas bro, efter Suckarnas bro i Venedig.

## Historik
Förmodligen fanns här en bro redan i mitten av 1600-talet och här låg även ett tullhus för alla fartyg som kom västerifrån från Mälaren. På Petrus Tillaeus karta från 1733 finns en broförbindelse markerad, kallad Lång Holms Bron. I församlingsritningarna kallas bron 1784 Spinnhusbron efter fängelsets föregångare. 1845 byggdes på samma ställe en ny träbro som var 33 meter lång i fyra spann och 6 meter bred. 
År 1931 revs denna bro och ersattes av nuvarande stålbalks-/betongkonstruktion. Den är 56 meter lång och 8 meter bred och har tre brospann. De åtta bropelarna är anordnade som ett "V" och brons hjässa har utformats med en tydlig brytlinje som återkommer i broräcket. Långholmsbron fick sitt namn 1948.

## Bilder

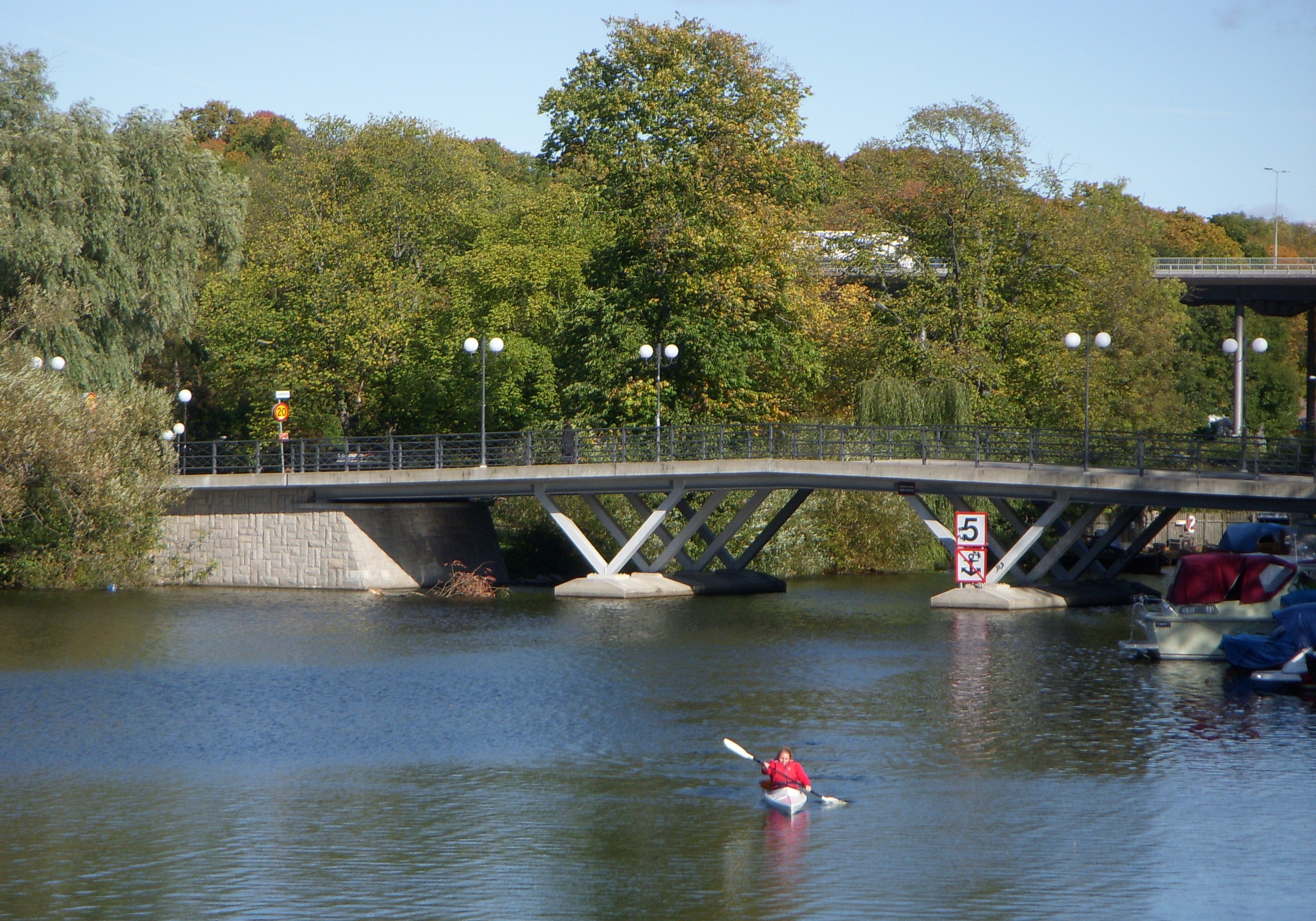
Bron sedd från väster
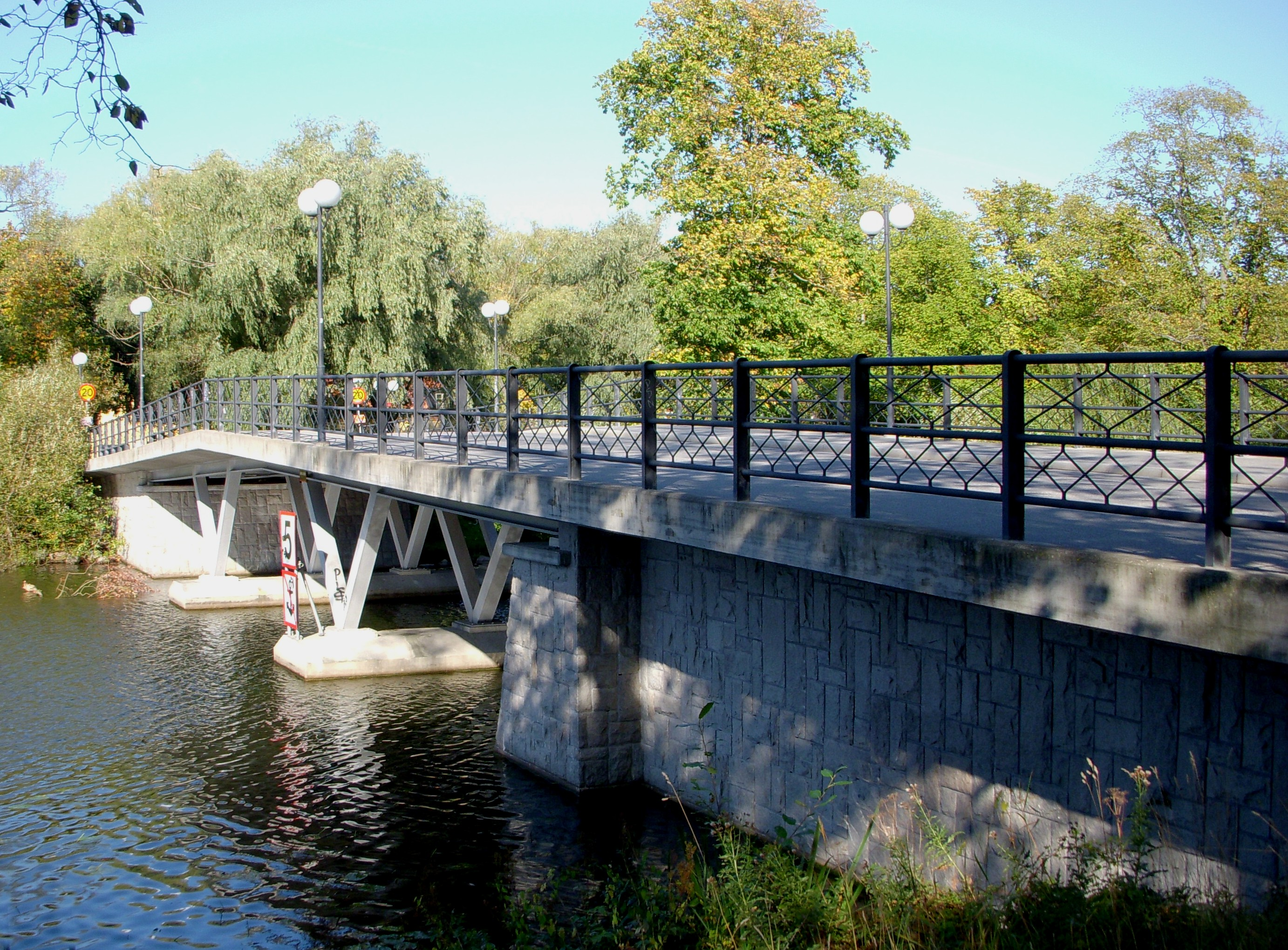
Bron sedd från väster
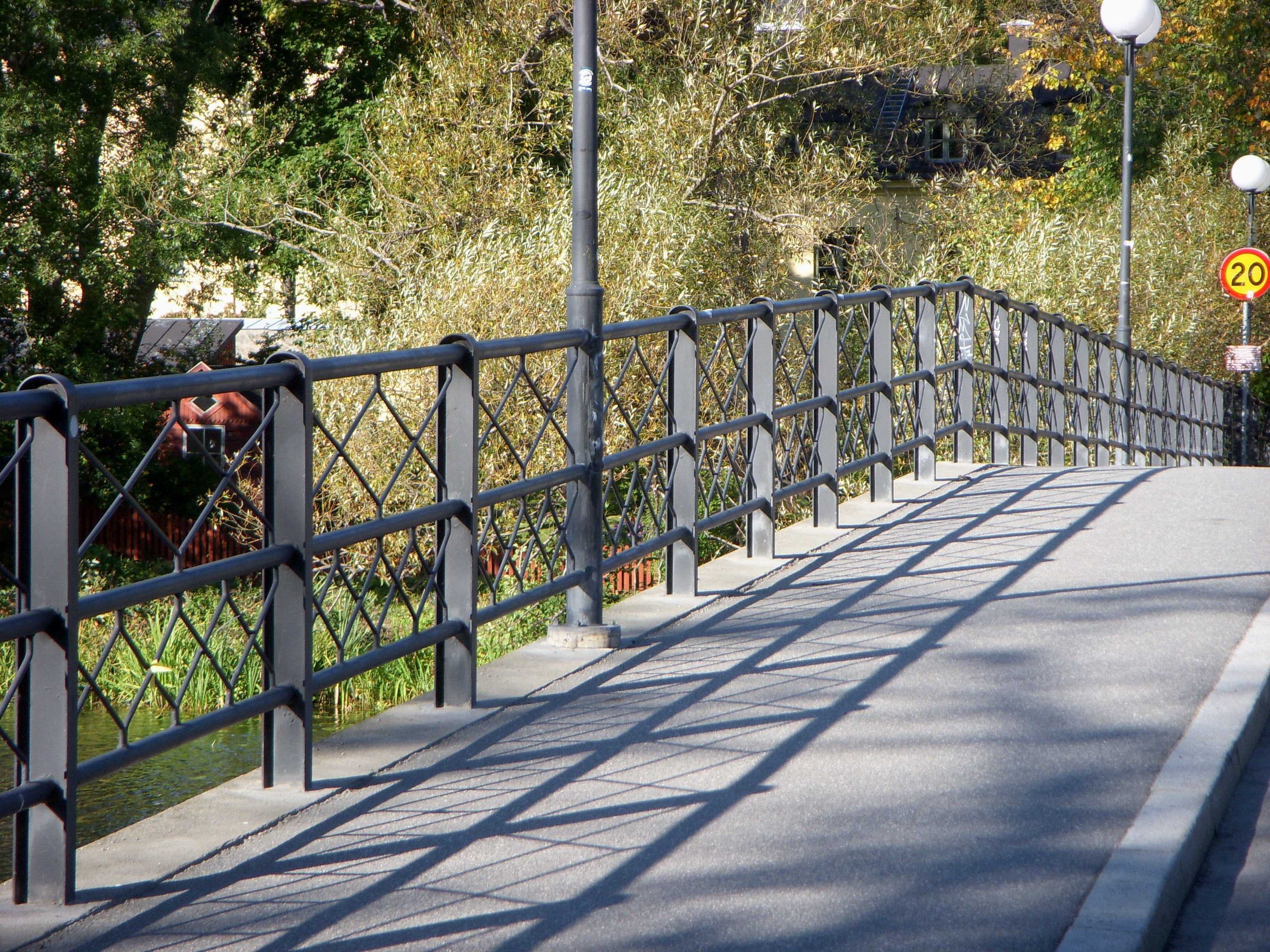
Gångbanan och räcket med brytlinjen
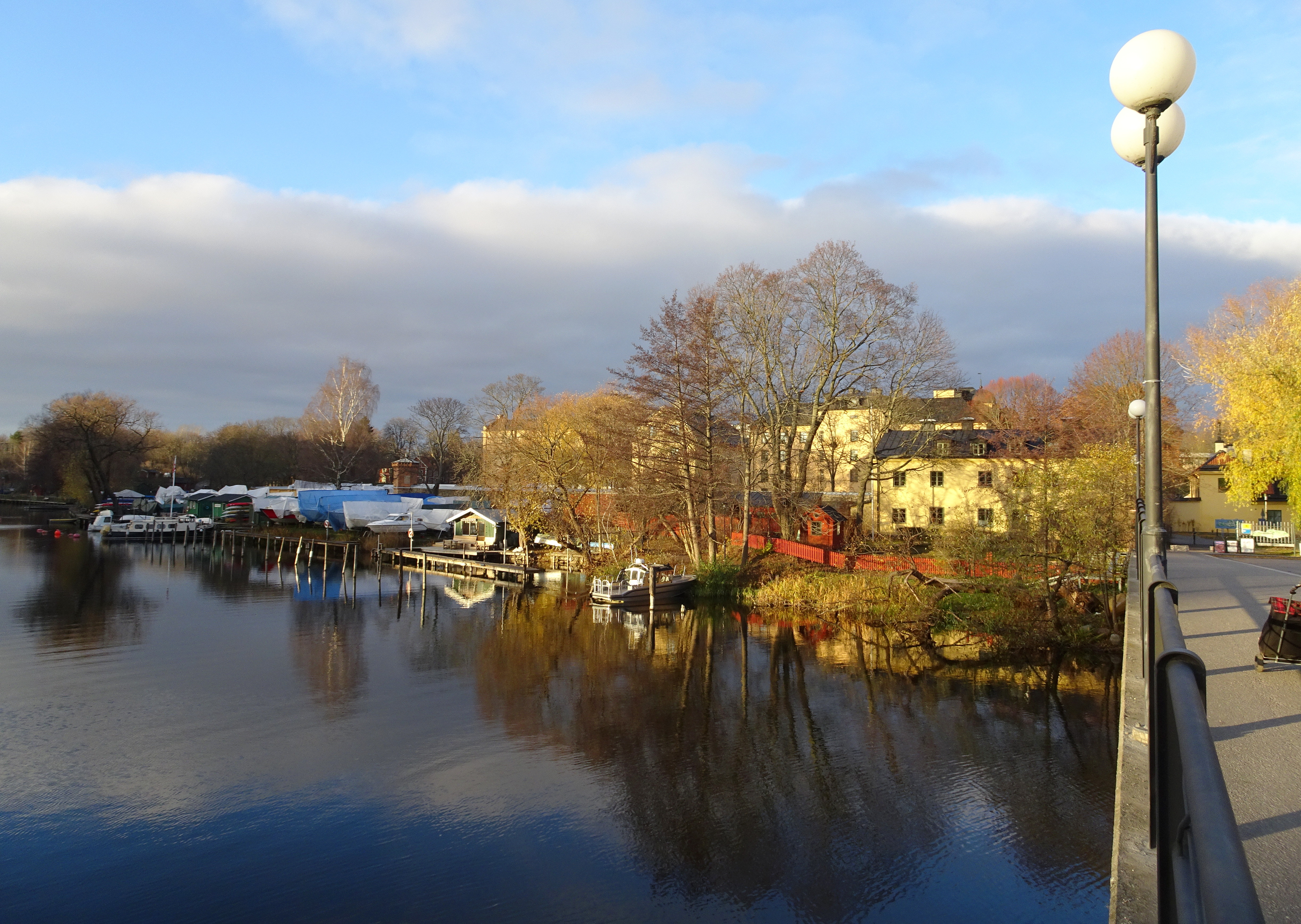
Vy från bron över Pålsundet och Långholmen